# كاثرين الويس
كاثرين الويس (بالإنجليزية: Catherine Elwes)‏ هيَ فنانة وَناقدة وأَمينة بريطانية، وُلدت عام 1952م في بلدة سانت مايكسينت الفرنسية، وتَعمل غالباً في مجال فن الفيديو الخاص بالمرأة.
حَصلت كاثرين على درجة البكالوريوس عام 1979 مِن مدرسة سليد للفنون الجميلة في لندن، وَمن ثُمَ حصلت على درجة الماجستير في الوسائط البيئية عام 1982 من الكلية الملكية للفنون، وَبدأت في عقد 1980 بالعَمل في مجال الفيديو. كانت كاثرين أحد المُساهمين الرئيسيين في معرض فن الفيديو في معهد الفنون المعاصرة في لندن.

## روابط خارجية
- كاثرين الويس  على فيسبوك.